# Paris-Club
Paris-Club est une émission de télévision française quotidienne traitant de l'actualité culturelle parisienne diffusée de 12 h 30 à 13 h sur RTF Télévision puis sur la première chaîne de l'ORTF du 25 septembre 1959 au 15 avril 1968.

## Histoire
Le 25 septembre 1959, Roger Féral et Jacques Chabannes proposent une nouvelle formule de leur émission culturelle Télé-Paris baptisée Paris-Club. L'émission est animée jusqu'en 1965 par Jacques Angelvin et Gérard Broca.
Elle succède au rendez-vous Télé-Paris créé le 3 octobre 1951.
En période de vacances de Pâques, le lundi 15 avril 1968 marque un arrêt définitif de l'émission, précédant de quelques jours, les premiers bouleversements de Mai 68 dont certains vont affecter directement la télévision publique (ORTF).

## Principe de l'émission
Cette émission quotidienne de la mi-journée est diffusée juste avant le journal télévisé de 13h ou de 13h15. Elle présente l'activité culturelle dans la capitale, les pièces de théâtre, les spectacles de music-hall, les livres et disques qui y sont présentés par les acteurs, chanteurs ou écrivains eux-mêmes et interrogés par les maîtres du lieu, Roger Féral et Jacques Chabannes.
Les personnalités invitées ne sont pas rémunérées. Le pianiste François Babault qui interprète chaque jour en direct les génériques de début et de fin de l'émission, se charge souvent de l'accompagnement musical.